# Vadi Qadisha

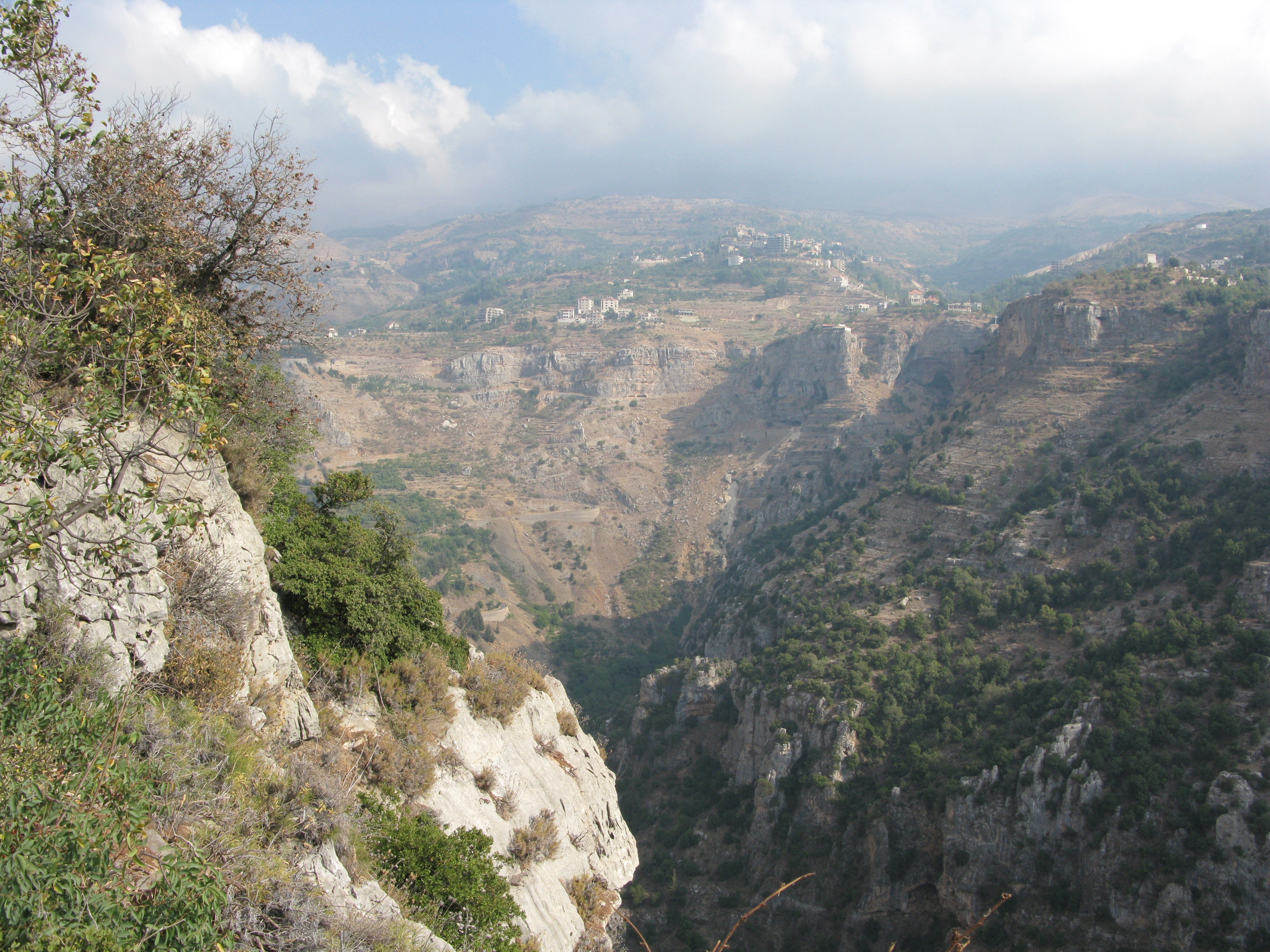
Vadi Qadisha

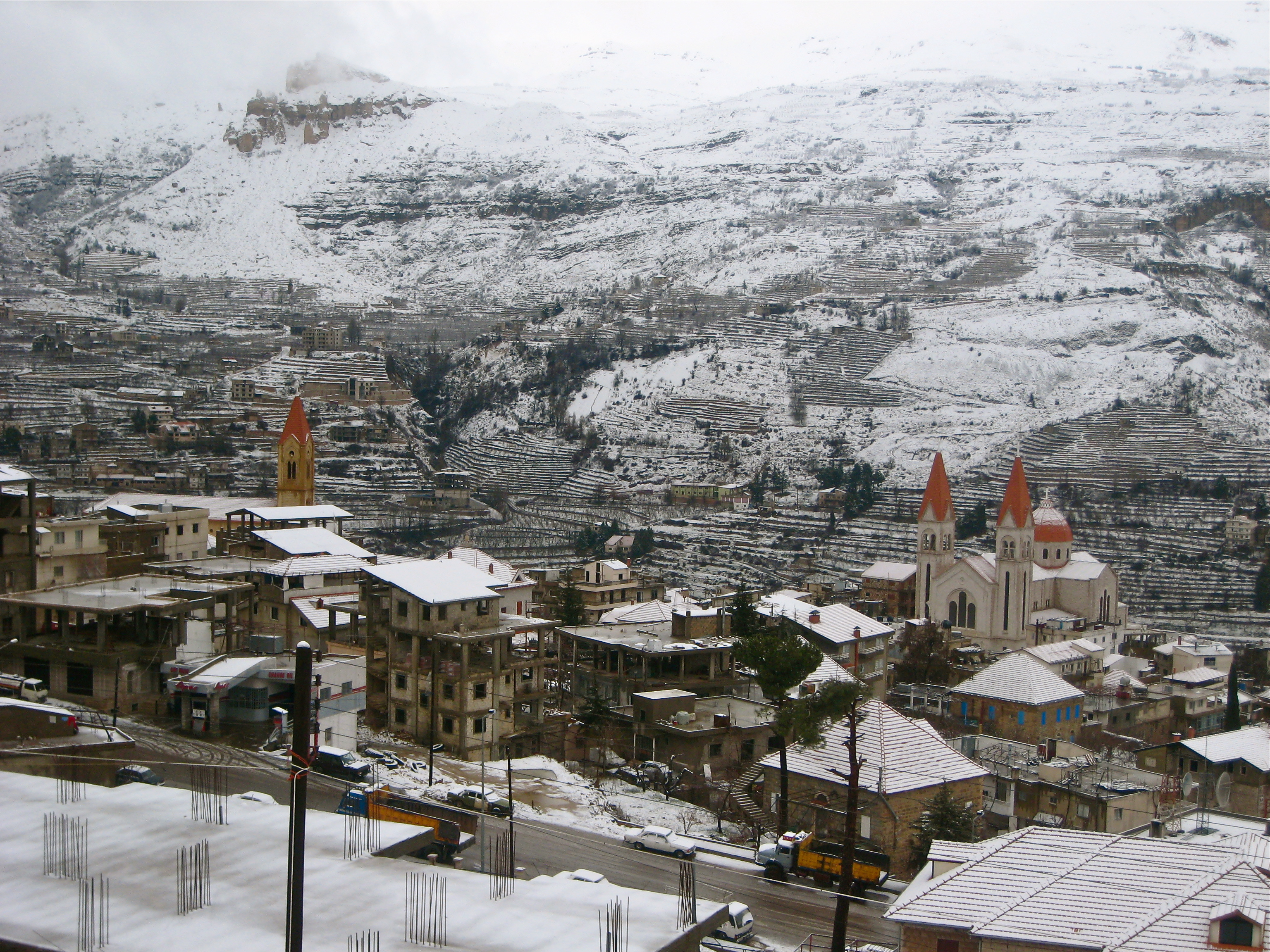
Bsharri är beläget längst upp i dalgången på omkring 1900 meter höjd.

Området Vadi Qadisha (arabiska Ouadi Qadisha,) är en arkeologisk plats och naturområde i norra Libanon nordöst om huvudstaden Beirut i det libanesiska bergsområdet.
Ordet "Qadisha" är ett semitiskt ord som betyder "helig". Vadi Qadisha är alltså den heliga dalen.
Platsen upptogs på Unescos världsarvslista 1998.

## Historia
Dalen har varit bebodd redan från tredje årtusendet f. Kr. Grottor, kapell och kloster är uthuggna i klipporna till vilka eremiter, munkar, asketiker och enstöringar genom tiderna har tagit sin tillflykt. Dalen har varit tillhåll för munkförsamlingar sedan kristenhetens första tid. Bland de många klostren i dalen kan nämnas Deir Qannoubine.

## Området
Qadishadalen är en av de djupaste och mest natursköna dalarna i Libanon och är ett uppskattat utflyktsmål för turister. Längst ned i dalen rinner Qadishafloden med vilda törnebeklädda branta stränder. Här ligger Qadishagrottan med sina kända stalaktit- och stalagmitformationer. Här finns också skogen med Libanons heliga cedrar vilka sedan antiken varit ett högt uppskattat byggnadsmaterial. Ovanför cedrarna reser sig Qurnat as Sawda' (3 088 m) som är Libanons högsta bergstopp.